# Biturix rhodogaster
Biturix rhodogaster är en fjärilsart som beskrevs av Pieter Cornelius Tobias Snellen 1887. Biturix rhodogaster ingår i släktet Biturix och familjen björnspinnare. Inga underarter finns listade i Catalogue of Life.